# Tiffany Andrade
Tiffany Denise Andrade Roche (Caracas, Venezuela, 11 de febrero de 1989) es una modelo y reina de belleza venezolana. Participó en el concurso de modelos Ford «Supermodelo de Venezuela 2007» celebrado en Caracas el 22 de noviembre de 2007. Andrade representó al estado Yaracuy en el certamen Miss Venezuela 2008.